# 拉罗克圣塞尔南
拉罗克圣塞尔南（法語：Larroque-Saint-Sernin，法語發音：[laʁɔk sɛ̃ sɛʁnɛ̃]）是法国热尔省的一个市镇，属于孔东区。

## 地理
拉罗克圣塞尔南（43°49'31"N, 0°27'55"E）面积17.96 平方千米，位于法国奧克西塔尼大區热尔省，该省份为法国西南部内陆省份，北起顺时针与洛特-加龙省、塔恩-加龙省、上加龙省、上比利牛斯省、大西洋比利牛斯省和朗德省接壤。
与拉罗克圣塞尔南接壤的市镇（或旧市镇、城区）包括：艾格坦特、卡斯泰拉-韦尔迪藏、塞藏、雷若蒙、圣皮伊、拉索沃塔。

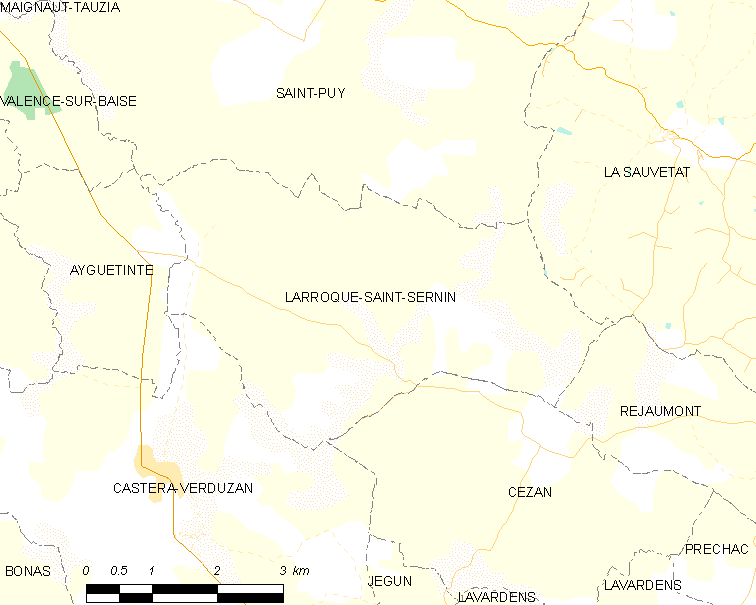
拉罗克圣塞尔南的OSM定位图

拉罗克圣塞尔南的时区为UTC+01:00、UTC+02:00（夏令时）。

## 行政
拉罗克圣塞尔南的邮政编码为32410，INSEE市镇编码为32196。

## 政治
拉罗克圣塞尔南所属的省级选区为巴伊斯-阿马尼亚克县。

## 人口

1962-2008年间拉罗克圣塞尔南人口变化图示

拉罗克圣塞尔南于2022年1月1日时的人口数量为161人。